# Paul Goldstein (Hofrat)
Paul Goldstein (* 9. September 1532 in Wittenberg; † 8. Juni 1578 in Berlin) war ein deutscher Jurist, kurbrandenburgischer Hofrat und sächsischer Rittergutsbesitzer.

## Leben
Goldstein stammte aus einer angesehenen, ursprünglich unterfränkischen Familie. Sein Großvater Johann Goldstein († 1504) war der Sohn von Johann Goldstein, der zunächst von 1444 als Stadtschreiber und von 1466 bis 1477 als Bürgermeister von Kitzingen wirkte. Seine Großmutter war Sophia Keller, die in den Urkunden gelegentlich auch mit dem Adelsprädikat von Keller bezeichnet wird. Der Jurist Kilian Goldstein in Halle (Saale) war sein Vater, in dessen Fußstapfen er trat. Seine Mutter Margaretha Blankenfelde stammte aus Berlin.
Paul Goldstein promovierte 1561 zu Wittenberg zum jur. utr. Doct. und ging als Hofrat an den kurbrandenburgischen Hof nach Berlin, wo er nacheinander den Markgrafen und Kurfürsten Joachim II. und Johann Georg diente. Vor den Toren der Stadt Halle erwarb er 1576 im Kurfürstentum Sachsen das Rittergut Passendorf. Bereits zwei Jahre später starb er.
Goldstein heiratete 1559 Catharina von Barth, Tochter von Caspar Barth, dem fürstlich Magdeburgischen Kanzler zu Halle. Sie verstarb 1597. Das Paar hatte 6 Kinder. Davon 2 Söhne:
Joachim Goldstein (Kanzler) und Carl Goldstein.